# Tenebrionide
Tenebrionidele (Tenebrionidae), numiți și gândaci negri, gândaci de întuneric, sunt gândaci lucifugi, nocturni, de dimensiuni variate. Ziua stau ascunși prin locuri întunecoase, în depozite, mori, pivnițe, pe sub lemne, sub pietre, sub scoarța copacilor, în lemn putred, în iască și în scorburi etc. Le plac locurile aride, uscate (xerofile), în special nisipoase (forme psamofile). Pot produce autohemorea, adică elimina din corpul lor o cantitate de sânge, care este toxic, efectul este că aceste insecte, inundate în sângele lor toxic, nu sunt mâncate de alte animale, care le recunosc din experiență. Se hrănesc saprofag sau cu ciuperci, mai rar sunt prădătoare, ca Hypophloeus, care mănâncă ipide (cari) și sunt folositoare. De fapt, și celelalte sunt folositoare, căci degradează detritusurile vegetale. Unele însă degradează produse vegetale (făina etc.) utile omului. În genere au o culoare uniformă, mată, neagră, uneori cenușie. Sunt de mărimi diferite și înfățișări variate. De regulă le lipsesc aripile membranoase sau sunt rudimentare. Familia tenebrionidelor numără peste 20.000 de specii. Cel mai mare număr de specii trăiește în țările calde.
Printre speciile din România se numără

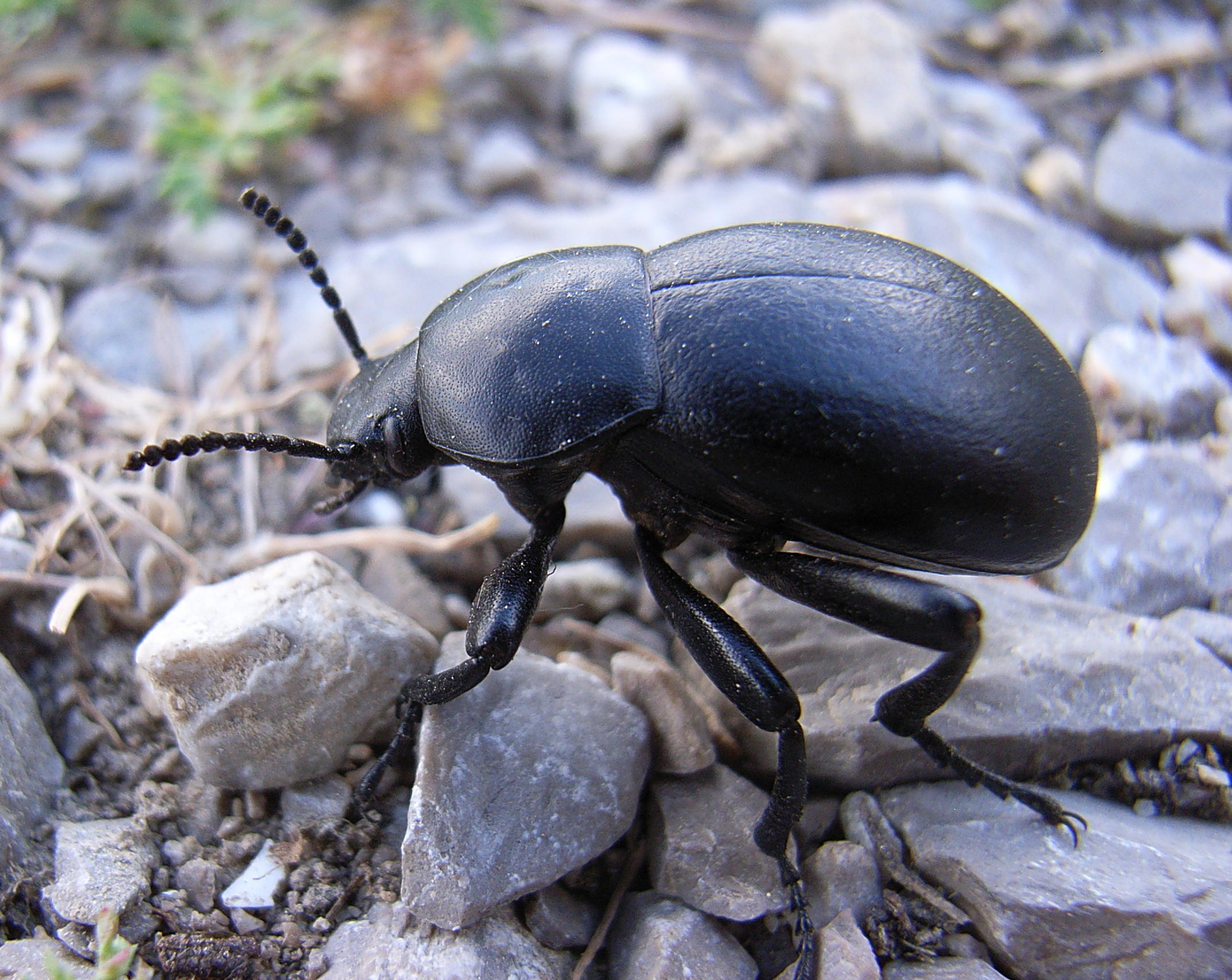
Gnaptor spinimanus Pallas, de culoare neagră mată, lungimea 20—23 mm, corpul convex, gros, cu elitre bombate și sudate, fără aripi membranoase, comun în locuri uscate la marginea pădurilor.
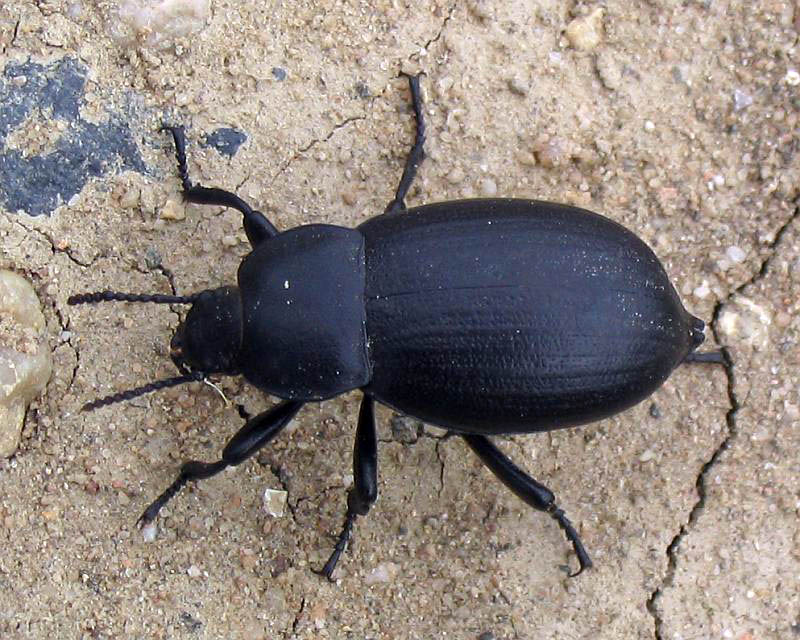
Blaps lethifera Marsham, negru-mat, de 20—27 mm, corpul mai lung ca la Gnaptor, cu elitrele având o scurtă prelungire posterioară, de asemenea sudate, fără aripi membranoase. Nu este sinantrop, fiind răspândit în locuri uscate și însorite sub pietre și sub bulgării de pământ.
- Blaps mortisaga Linnaeus (borza sau gândacul morților, gândacul negru puturos) un gândac mare de 2—3 cm lungime, de culoare neagră mată, cu elitrele sudate, dar cu o prelungire cam de 3 mm la partea posterioară. Specie sinantropă, trăiește în pivnițe și în alte locuri întunecoase. Este gazda gregarinului Stylocephalus longicollis.
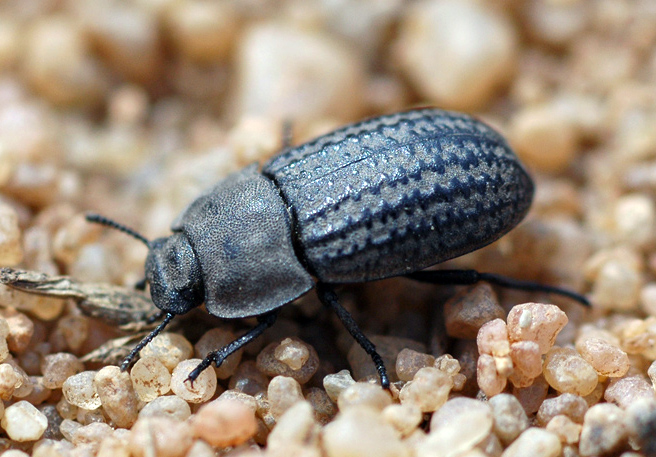
Opatrum sabulosum Linnaeus (gândacul pământiu), de 7—10 mm, negru, dar, de regulă, plin de pământ; pe elitre are striații și ridicături în rînduri bine vizibile. Comun pe drumuri, sau sub pietre, mai ales prin locuri nisipoase, prin vii. Specie polifagă, atacând numeroase plante, dintre care preferă floarea-soarelui, sfecla, cerealele, tutunul, lucerna, legumele, pepinierele viticole.
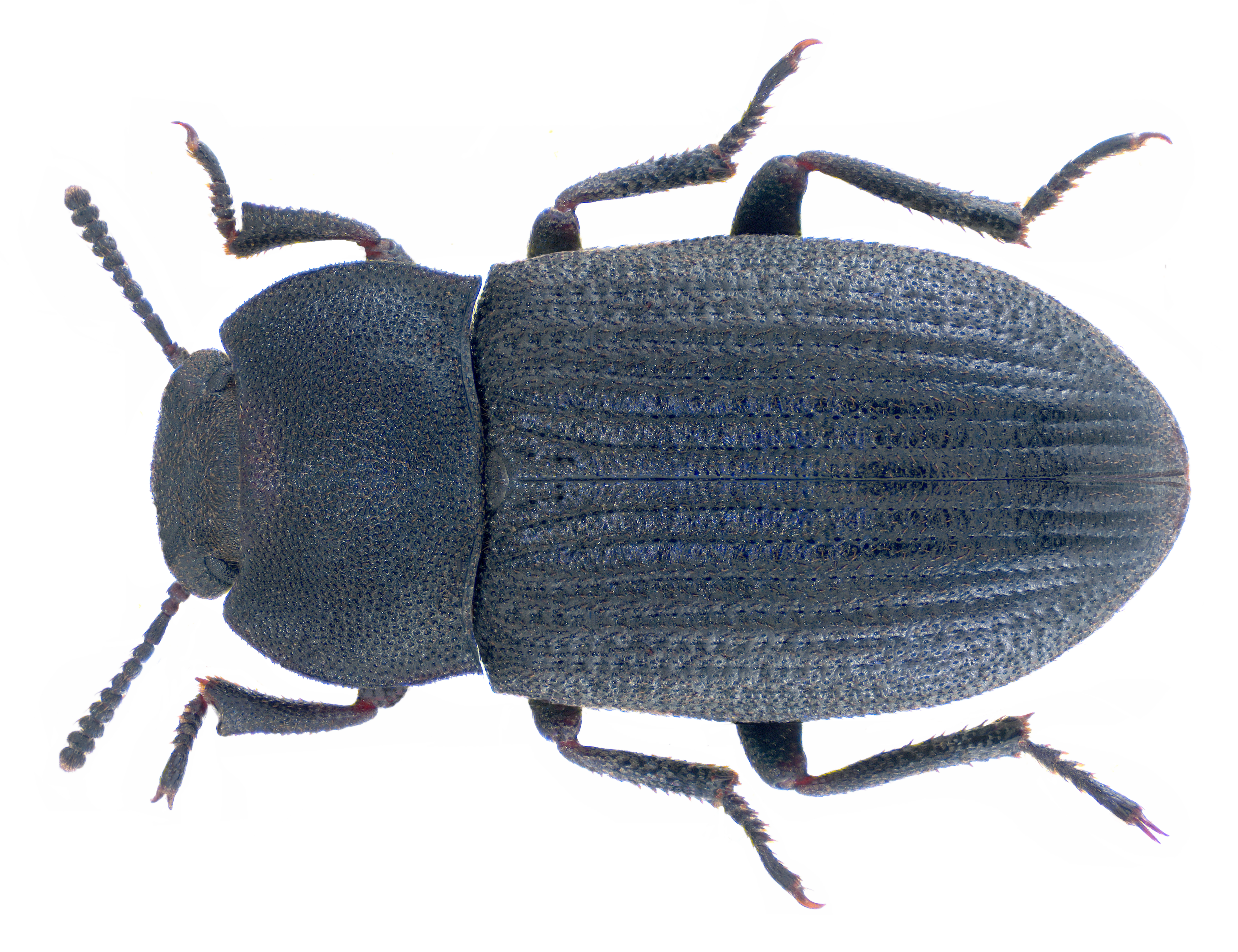
Gonocephalum pusillum Fabricius (gândacul pământiu mic), asemănător cu Opatrum, dar numai de 6—8 mm. Se întâlnește în câmpii și prin livezi; formă dăunătoare.
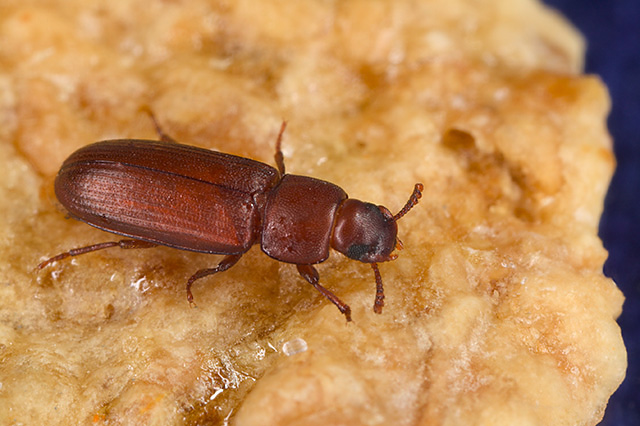
Tribolium castaneum Herbst (gândacul roșcat al făinii) și Tribolium confusum Jacquelin du Val. (gândăcelul făinii) se găsesc în produse făinoase, orez etc.; de 3—3,5 mm, de culoare brună-roșcată;
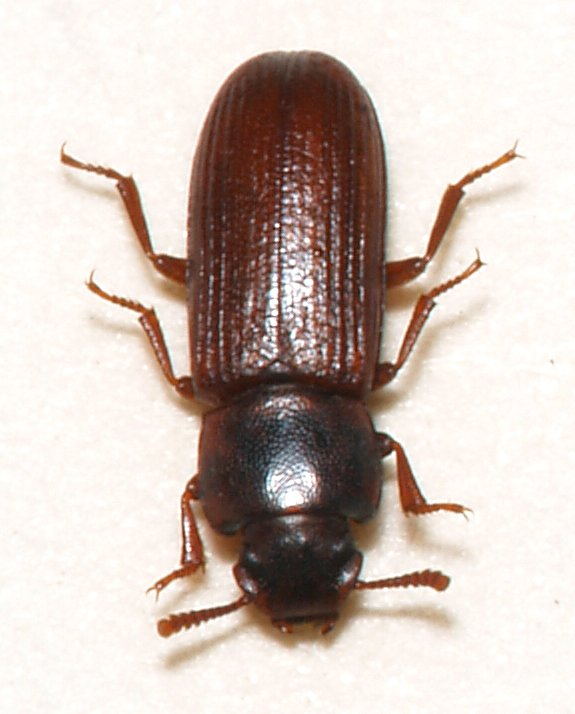
Tribolium madens Charpentier (gândacul negru al făinii) este mai mare, circa 4 mm, de culoare neagră sau castanie-negricioasă. Trăiește în aceleași alimente;
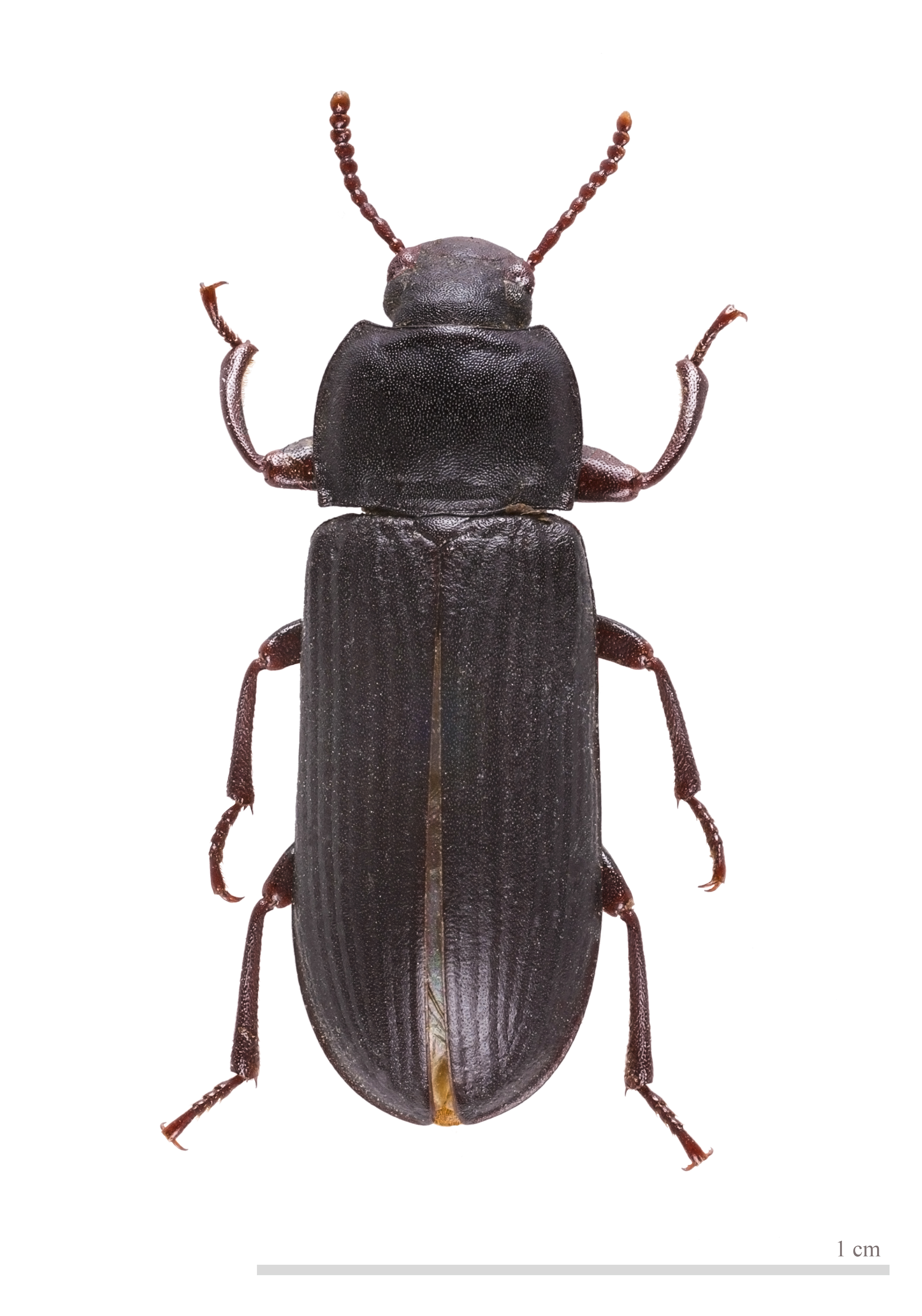
Tenebrio molitor Linnaeus (morarul, gândacul morar, molete, molețul, gândacul de făină, viermele făinii), de culoare castanie-negricioasă uniformă este alungit, cu laturile paralele, turtit dorsoventral. Trăiește atât ca adult cât și ca larvă în diferite medii, ca: lemn putred, gunoaie, detritusuri etc., dar invadează și făina din cămări și magazii, atunci când dau peste ea. Adultul are între 12 și 18 mm lungime și este de culoare brună. Larva, "viermele de făină", ajunge la 3—3,5 cm lungime, este cilindrică, asemănătoare cu viermii sârmă, de culoare gălbuie. Pe lângă consumul pe care îl fac, ele degradează făina prin excrementele lor și o fac inutilizabilă. Larvele sunt uneori crescute special de amatorii de acvarii, servindu-le drept hrană pentru pești și alte animale.